# Ein springender Brunnen
Ein springender Brunnen ist ein Roman von Martin Walser. Er ist 1998 im Suhrkamp Verlag erschienen und zählt zu den bedeutendsten Büchern seines Spätwerks.
Im Mittelpunkt des autobiographisch geprägten Romans steht der zu Beginn der Handlung fünfjährige Johann, Sohn eines Gastwirtsehepaars im schwäbischen Dorf Wasserburg am Bodensee, Walsers Geburtsort. Sein poetisch veranlagter Vater fördert die musische Veranlagung des Kindes, während die praktisch denkende Mutter die „Restauration“ führt und aus Geschäftsinteressen 1932 der NSDAP beitritt.
Walser gibt in dem Roman nicht nur eine authentisch wirkende Schilderung der Lebensumstände zur Zeit des Nationalsozialismus; durch die bäuerlich-einfachen, teilweise skurrilen Figuren erhält der Leser auch einen Einblick in die dörflich-kleinstädtische Gemeinschaft. Dabei wird Johanns sensible Gedankenwelt, die er, von seinem Vater inspiriert, zum Beispiel in einem „Wörterbaum“ zu ordnen versucht, mit der heraufziehenden Katastrophe konfrontiert, etwa in seiner Freundschaft zu Adolf, der aus einer Nazi-Familie stammt.

## Erinnerungsmodell
Das historische Umfeld des Zweiten Weltkriegs dringt gegen Ende des Romans mit der Nachricht vom Tod von Johanns älterem Bruder auf bedrückende Weise in das Leben der Familie ein, spielt in der Handlung aber nur eine untergeordnete Rolle. Der Roman erzählt vor allem Johanns Entwicklung, seine Kindheit und Jugend, seine erste Liebe, das Finden einer eigenen Sprache. In der Sendung Literarisches Quartett, die am 14. August 1998 ausgestrahlt wurde, musste sich Walser die Kritik gefallen lassen, dass in seinem Roman Auschwitz keine Rolle spielt. Indirekt wurde der Schriftsteller so in die Nähe der Verharmlosung der Zeit des Nationalsozialismus oder sogar des Geschichtsrevisionismus gebracht. In seiner Rede anlässlich der Verleihung des Friedenspreises des Deutschen Buchhandels im Oktober hat Walser versucht, öffentlich Stellung gegen diese Anschuldigungen zu beziehen, erreichte dabei allerdings das Gegenteil: Nun wurden zusätzlich auch Vorwürfe des latenten Antisemitismus gegen den Schriftsteller erhoben. Es kam zu einer monatelangen Diskussion in den Medien, die unter der Bezeichnung „Walser-Bubis-Debatte“ in die Geschichte einging und in der Diskussion um den Roman Tod eines Kritikers (2002) ihre Fortsetzung fand.
Walser wollte mit seinem Roman keine direkte Kritik an der Zeit des Nationalsozialismus üben, sondern seine Jugenderlebnisse unbelastet von späteren politischen Deutungen literarisch festhalten. Um Missverständnissen vorzubeugen, wies er auf der ersten Seite des Buchs auf diese Schreibabsicht hin:
„Solange etwas ist, ist es nicht das, was es gewesen sein wird. Wenn etwas vorbei ist, ist man nicht mehr der, dem es passierte. Allerdings ist man dem näher als anderen. Obwohl es die Vergangenheit, als sie Gegenwart war, nicht gegeben hat, drängt sie sich jetzt auf, als habe es sie so gegeben, wie sie sich jetzt aufdrängt. Aber solange etwas ist, ist es nicht das, was es gewesen sein wird. Wenn etwas vorbei ist, ist man nicht mehr der, dem es passierte. Als das war, von dem wir jetzt sagen, dass es gewesen sei, haben wir nicht gewußt, dass es ist. Jetzt sagen wir, dass es so und so gewesen sei, obwohl wir damals, als es war, nichts von dem wussten, was wir jetzt sagen.“
Aus diesem Grund hat sich der Schriftsteller um die Wiederherstellung seiner unwissenden Kinderperspektive bemüht, weswegen er Informationen über die nationalsozialistischen Verbrechen, die erst nach dem Krieg öffentlich geworden sind, im Roman nicht erzählt. Bei dem im Roman geschilderten Bild der Zeit des Nationalsozialismus versucht er möglichst realistisch zu sein, wobei Martin Walser vor allem ein Beispiel der persönlichen Gewissenserforschung geschaffen hat.
Das ländliche Szenario erweiterte zudem den Erinnerungsraum, weil es etwa im Unterschied zu Grass’ Blechtrommel, die in der Stadt Danzig verortet ist, zeigt, wie der Nationalsozialismus selbst abseits der Kriegsschauplätze mörderische Spuren hinterlassen hat. Auch in Wasserburg gab es Opfer: Behinderte, Oppositionelle, Homosexuelle und Soldaten.
Der Roman zählt zu den größten Erfolgen Martin Walsers, wofür wohl neben der historischen Thematik nicht zuletzt die zahlreichen Charakterstudien und die im Vergleich zu anderen Spätwerken leichte und flüssige Erzählweise verantwortlich sind.

## Sonstiges
2007 hat Martin Walser einen Großteil seiner Manuskripte als Vorlass an das Deutsche Literaturarchiv Marbach gegeben. Teile davon sind im Literaturmuseum der Moderne in Marbach in der Dauerausstellung zu sehen, dazu gehören die Manuskripte von Ehen in Philippsburg, Das Einhorn und Ein springender Brunnen.